# Oscar dla najlepszego filmu międzynarodowego
Nagrody Akademii (Oscary) dla najlepszego filmu międzynarodowego (w latach 1948–2018: dla najlepszego filmu nieanglojęzycznego) – jedna z kategorii Nagród Akademii, w której przyznawane są one począwszy od 20. ceremonii rozdania.

## Zasady
W każdym kraju zainteresowanym udziałem w wyścigu o tę nagrodę tworzona jest komisja, która wybiera jeden film i przesyła tę kandydaturę Akademii (tak powstaje tzw. długa lista). Zgodnie z regulaminem, wskazany może być jedynie film mający premierę w kraju pochodzenia między październikiem roku poprzedzającego rozdanie o dwa lata a wrześniem roku poprzedzającego rozdanie bezpośrednio. I tak np. do Oscarów za rok 2007, które zostały rozdane w lutym 2008, mogły być zgłaszane filmy zaprezentowane po raz pierwszy krajowej publiczności między 1 października 2006 a 30 września 2007. W latach 1947–1955 nie przyznawano nominacji, a jedynie wskazywano zwycięzcę. Od 1956 ogłaszanych jest 5 filmów nominowanych, z których Akademia wyłania zwycięzcę. Ponieważ duża część filmów zgłoszonych na długą listę lub nawet nominowanych jest bardzo słabo znana w USA, dla członków Akademii organizowane są specjalne pokazy, gdzie mogą je obejrzeć. Nagrodę odbiera reżyser filmu, choć w praktyce uważa się ją za wyróżnienie dla całej kinematografii danego państwa.

### Nazwa i kryteria dopuszczenia
Niekiedy kategoria ta bywa mylnie nazywana Oscarem dla najlepszego filmu zagranicznego, tymczasem jedynym kryterium dopuszczenia do udziału w rywalizacji o nagrodę jest główny język filmu, nie zaś kraj pochodzenia. Możliwy jest więc udział filmu z USA, o ile zostałby jednak nakręcony w języku innym niż angielski – w 1989 nominowany został nakręcony po hiszpańsku film ze stowarzyszonego z USA terytorium Portoryko. Na tej samej zasadzie z udziału w kategorii wykluczone są filmy zagraniczne (pochodzące z innych państw niż USA), o ile ich głównym językiem jest angielski.
23 kwietnia 2019 r, Amerykańska Akademia Sztuki i Wiedzy Filmowej zmieniła nazwę kategorii „Najlepszy film nieanglojęzyczny” (w oryginale: The Foreign Language Film) na „Najlepszy film międzynarodowy” (w oryginale: Best international feature film). Zmiana obowiązuje od 92 ceremonii.
Filmy nieanglojęzyczne mogą być nominowane również we wszystkich pozostałych kategoriach, w tym dla najlepszego filmu, muszą tam jednak konkurować z obrazami w języku angielskim. Najwięcej nagród w tej kategorii zdobyły filmy z Włoch, które 14 razy zdobyły główną nagrodę. Natomiast najwięcej nominacji (39) otrzymały produkcje francuskie.
Polskie filmy były nominowane do nagrody trzynastokrotnie (do 95. ceremonii). W 2015 nagrodę zdobył film Ida w reżyserii Pawła Pawlikowskiego.

## Laureaci i nominowani

### Lata 1940–1949
1947

Oscar:  Włochy – Dzieci ulicy, reż. Vittorio De Sica
1948

Oscar:  Francja – Monsieur Vincent, reż. Maurice Cloche
1949

Oscar:  Włochy – Złodzieje rowerów, reż. Vittorio De Sica

### Lata 1950–1959
1950

Oscar:  Francja – Mury Malapagi, reż. René Clément
1951

Oscar:  Japonia – Rashōmon, reż. Akira Kurosawa
1952

Oscar:  Francja – Zakazane zabawy, reż. René Clément
1953

nagrody nie przyznano
1954

Oscar:  Japonia – Wrota piekieł, reż. Teinosuke Kinugasa
1955

Oscar:  Japonia – Samuraj, reż. Hiroshi Inagaki
1956

Oscar:  Włochy – La strada, reż. Federico Fellini

Nominacje:
- RFN – Kapitan z Köpenick, reż. Helmut Käutner
- Francja – Gervaise, reż. René Clément
- Japonia – Harfa birmańska, reż. Kon Ichikawa
- Dania – Chłopiec z Grenlandii, reż. Erik Balling

1957

Oscar:  Włochy – Noce Cabirii, reż. Federico Fellini

Nominacje:
- RFN – Nocą, kiedy przychodzi diabeł, reż. Robert Siodmak
- Francja – Porte des Lilas, reż. René Clair
- Indie – Matka Indie, reż. Mehboob Khan
- Norwegia – Przez śnieżną pustynię, reż. Arne Skouen

1958

Oscar:  Francja – Mój wujaszek, reż. Jacques Tati

Nominacje:
- RFN – Żołnierz i bohater, reż. Franz Peter Wirth
- Hiszpania – Zemsta, reż. Juan Antonio Bardem
- Jugosławia – Droga długa jak rok, reż. Giuseppe De Santis
- Włochy – Sprawcy nieznani, reż. Mario Monicelli

1959

Oscar:  Francja – Czarny Orfeusz, reż. Marcel Camus

Nominacje:
- RFN – Most, reż. Bernhard Wicki
- Włochy – Wielka wojna, reż. Mario Monicelli
- Dania – Chłopiec z dwóch światów, reż. Astrid Henning-Jensen
- Holandia – Wioska nad rzeką, reż. Fons Rademakers

### Lata 1960–1969
1960

Oscar:  Szwecja – Źródło, reż. Ingmar Bergman

Nominacje:
- Włochy – Kapo, reż. Gillo Pontecorvo
- Francja – Prawda, reż. Henri-Georges Clouzot
- Meksyk – Macario, reż. Roberto Gavaldón
- Jugosławia – Dziewiąty krąg, reż. France Štiglic

1961

Oscar:  Szwecja – Jak w zwierciadle, reż. Ingmar Bergman

Nominacje:
- Dania – Harry i kamerdyner, reż. Bent Christensen
- Japonia – Nieśmiertelna miłość, reż. Keisuke Kinoshita
- Meksyk – Ważny człowiek, reż. Ismael Rodríguez
- Hiszpania – Uczta wigilijna, reż. Luis García Berlanga

1962

Oscar:  Francja – Niedziele w Avray, reż. Serge Bourguignon

Nominacje:
- Grecja – Elektra, reż. Michael Cacoyannis
- Brazylia – Ślubowanie, reż. Anselmo Duarte
- Włochy – Cztery dni Neapolu, reż. Nanni Loy
- Meksyk – Perły świętej Łucji, reż. Luis Alcoriza

1963

Oscar:  Włochy – Osiem i pół, reż. Federico Fellini

Nominacje:
- Polska – Nóż w wodzie, reż. Roman Polański
- Hiszpania – Rodzina Tarantos, reż. Francisco Rovira Beleta
- Grecja – Czerwone latarnie, reż. Wasilis Georgiadis
- Japonia – Bliźniaczki z Kioto, reż. Noboru Nakamura

1964

Oscar:  Włochy – Wczoraj, dziś, jutro, reż. Vittorio De Sica

Nominacje:
- Szwecja – Dzielnica kruków, reż. Bo Widerberg
- Izrael – Sallah Shabati, reż. Ephraim Kishon
- Francja – Parasolki z Cherbourga, reż. Jacques Demy
- Japonia – Kobieta z wydm, reż. Hiroshi Teshigahara

1965

Oscar:  Czechosłowacja – Sklep przy głównej ulicy, reż. Ján Kadár i Elmar Klos

Nominacje:
- Grecja – Ziemia we krwi, reż. Wasilis Georgiadis
- Szwecja – Drogi John, reż. Lars-Magnus Lindgren
- Włochy – Małżeństwo po włosku, reż. Vittorio De Sica
- Japonia – Kwaidan, czyli opowieści niesamowite, reż. Masaki Kobayashi

1966

Oscar:  Francja – Kobieta i mężczyzna, reż. Claude Lelouch

Nominacje:
- Włochy – Bitwa o Algier, reż. Gillo Pontecorvo
- Polska – Faraon, reż. Jerzy Kawalerowicz
- Czechosłowacja – Miłość blondynki, reż. Miloš Forman
- Jugosławia – Trzy, reż. Aleksandar Petrović

1967

Oscar:  Czechosłowacja – Pociągi pod specjalnym nadzorem, reż. Jiří Menzel

Nominacje:
- Hiszpania – Zaczarowana miłość, reż. Francisco Rovira Beleta
- Japonia – Portret Chieko, reż. Noboru Nakamura
- Jugosławia – Spotkałem nawet szczęśliwych Cyganów, reż. Aleksandar Petrović
- Francja – Żyć, aby żyć, reż. Claude Lelouch

1968

Oscar:  ZSRR – Wojna i pokój, reż. Siergiej Bondarczuk

Nominacje:
- Francja – Skradzione pocałunki, reż. François Truffaut
- Czechosłowacja – Pali się moja panno, reż. Miloš Forman
- Węgry – Chłopcy z Placu Broni, reż. Zoltán Fábri
- Włochy – Dziewczyna z pistoletem, reż. Mario Monicelli

1969

Oscar:  Algieria – Z, reż. Costa-Gavras

Nominacje:
- Jugosławia – Bitwa nad Neretwą, reż. Veljko Bulajić
- ZSRR – Bracia Karamazow, reż. Iwan Pyrjew
- Francja – Moja noc u Maud, reż. Éric Rohmer
- Szwecja – Adalen 31, reż. Bo Widerberg

### Lata 1970–1979
1970

Oscar:  Włochy – Śledztwo w sprawie obywatela poza wszelkim podejrzeniem, reż. Elio Petri

Nominacje:
- Szwajcaria – Pierwsza miłość(inne języki), reż. Maximilian Schell
- Francja – Hoa-Binh(inne języki), reż. Raoul Coutard(inne języki)
- Belgia – Spokój na polach(inne języki), reż. Jacques Boigelot(inne języki)
- Hiszpania – Tristana, reż. Luis Buñuel

1971

Oscar:  Włochy – Ogród rodziny Finzi-Continich, reż. Vittorio De Sica

Nominacje:
- ZSRR – Czajkowski, reż. Igor Tałankin
- Japonia – Dodes'ka-den, reż. Akira Kurosawa
- Izrael – Policjant(inne języki), reż. Ephraim Kishon
- Szwecja – Emigranci, reż. Jan Troell

1972

Oscar:  Francja – Dyskretny urok burżuazji, reż. Luis Buñuel

Nominacje:
- ZSRR – Tak tu cicho o zmierzchu..., reż. Stanisław Rostocki
- Izrael – Kocham cię, Rosa(inne języki), reż. Mosze Mizrachi
- Hiszpania – Moja kochana panienka(inne języki), reż. Jaime de Armiñán(inne języki)
- Szwecja – Osadnicy(inne języki), reż. Jan Troell

1973

Oscar:  Francja – Noc amerykańska, reż. François Truffaut

Nominacje:
- Izrael – Dom przy ulicy Chelouche(inne języki), reż. Mosze Mizrachi
- RFN – Przechodzień(inne języki), reż. Maximilian Schell
- Szwajcaria – Zaproszenie(inne języki), reż. Claude Goretta
- Holandia – Tureckie owoce, reż. Paul Verhoeven

1974

Oscar:  Włochy – Amarcord, reż. Federico Fellini

Nominacje:
- Francja – Lacombe Lucien, reż. Louis Malle
- Węgry – Zabawa w koty(inne języki), reż. Károly Makk
- Polska – Potop, reż. Jerzy Hoffman
- Argentyna – Rozejm(inne języki), reż. Sergio Renán(inne języki)

1975

Oscar:  ZSRR – Dersu Uzała, reż. Akira Kurosawa

Nominacje:
- Polska – Ziemia obiecana, reż. Andrzej Wajda
- Meksyk – Salwy w Marusii(inne języki), reż. Miguel Littin
- Włochy – Zapach kobiety(inne języki), reż. Dino Risi
- Japonia – Sandakan nr 8(inne języki), reż. Kei Kumai

1976

Oscar:  Wybrzeże Kości Słoniowej – Czarne i białe w kolorze, reż. Jean-Jacques Annaud

Nominacje:
- Polska – Noce i dnie, reż. Jerzy Antczak
- Francja – Kuzyn, kuzynka, reż. Jean-Charles Tacchella
- NRD – Jakub kłamca(inne języki), reż. Frank Beyer
- Włochy – Siedem piękności Pasqualino, reż. Lina Wertmüller

1977

Oscar:  Francja – Życie przed sobą, reż. Mosze Mizrachi

Nominacje:
- Hiszpania – Mroczny przedmiot pożądania, reż. Luis Buñuel
- Włochy – Szczególny dzień, reż. Ettore Scola
- Grecja – Ifigenia(inne języki), reż. Michael Cacoyannis
- Izrael – Operacja Piorun, reż. Menahem Golan

1978

Oscar:  Francja – Przygotujcie chusteczki, reż. Bertrand Tavernier

Nominacje:
- ZSRR – Biały Bim Czarne Ucho, reż. Stanisław Rostocki
- RFN – Szklana cela(inne języki), reż. Hans W. Geissendörfer(inne języki)
- Węgry – Węgrzy(inne języki), reż. Zoltán Fábri
- Włochy – Nowe potwory, reż. Mario Monicelli, Dino Risi i Ettore Scola

1979

Oscar:  RFN – Blaszany bębenek, reż. Volker Schlöndorff

Nominacje:
- Włochy – Zapomnieć Wenecję(inne języki), reż. Franco Brusati(inne języki)
- Hiszpania – Mama ma sto lat(inne języki), reż. Carlos Saura
- Polska – Panny z Wilka, reż. Andrzej Wajda
- Francja – Taka zwykła historia(inne języki), reż. Claude Sautet

### Lata 1980–1989
1980

Oscar:  ZSRR – Moskwa nie wierzy łzom, reż. Władimir Mieńszow

Nominacje:
- Węgry – Zaufać(inne języki), reż. István Szabó
- Francja – Ostatnie metro, reż. François Truffaut
- Japonia – Sobowtór, reż. Akira Kurosawa
- Hiszpania – Gniazdo(inne języki), reż. Jaime de Armiñán(inne języki)

1981

Oscar:  Węgry – Mefisto, reż. István Szabó

Nominacje:
- Polska – Człowiek z żelaza, reż. Andrzej Wajda
- Szwajcaria – Łódź jest pełna(inne języki), reż. Markus Imhoof(inne języki)
- Japonia – Mętna rzeka(inne języki), reż. Kōhei Oguri
- Włochy – Trzej bracia(inne języki), reż. Francesco Rosi

1982

Oscar:  Hiszpania – Ponownie zaczynać, reż. José Luis Garci

Nominacje:
- Nikaragua – Alsino i kondor(inne języki), reż. Miguel Littin
- ZSRR – Życie osobiste, reż. Julij Rajzman
- Francja – Czystka(inne języki), reż. Bertrand Tavernier
- Szwecja – Lot orła, reż. Jan Troell

1983

Oscar:  Szwecja – Fanny i Aleksander, reż. Ingmar Bergman

Nominacje:
- Algieria – Bal, reż. Ettore Scola
- Hiszpania – Carmen, reż. Carlos Saura
- Francja – Od pierwszego wejrzenia(inne języki), reż. Diane Kurys(inne języki)
- Węgry – Bunt Hioba(inne języki), reż. Imre Gyöngyössy(inne języki) i Barna Kabay(inne języki)

1984

Oscar:  Szwajcaria – Przekątna gońca, reż. Richard Dembo

Nominacje:
- Argentyna – Camila(inne języki), reż. María Luisa Bemberg
- Izrael – Za murami(inne języki), reż. Uri Barbasz
- Hiszpania – Sesja ciągła(inne języki), reż. José Luis Garci
- ZSRR – Romans polowy, reż. Piotr Todorowski

1985

Oscar:  Argentyna – Wersja oficjalna, reż. Luis Puenzo

Nominacje:
- Francja – Trzech mężczyzn i dziecko(inne języki), reż. Coline Serreau(inne języki)
- RFN – Gorzkie żniwa, reż. Agnieszka Holland
- Węgry – Pułkownik Redl, reż. István Szabó
- Jugosławia – Ojciec w podróży służbowej, reż. Emir Kusturica

1986

Oscar:  Holandia – Atak, reż. Fons Rademakers

Nominacje:
- Austria – ’38(inne języki), reż. Wolfgang Glück(inne języki)
- Francja – Betty Blue, reż. Jean-Jacques Beineix
- Kanada – Upadek Cesarstwa Amerykańskiego, reż. Denys Arcand[2]
- Czechosłowacja – Wsi moja sielska, anielska, reż. Jiří Menzel

1987

Oscar:  Dania – Uczta Babette, reż. Gabriel Axel

Nominacje:
- Hiszpania – Kurs zaliczony(inne języki), reż. José Luis Garci
- Francja – Do zobaczenia, chłopcy, reż. Louis Malle
- Włochy – Rodzina, reż. Ettore Scola
- Norwegia – Tropiciel, reż. Nils Gaup(inne języki)

1988

Oscar:  Dania – Pelle zwycięzca, reż. Bille August

Nominacje:
- Węgry – Hanussen(inne języki), reż. István Szabó
- Belgia – Nauczyciel muzyki(inne języki), reż. Gérard Corbiau
- Hiszpania – Kobiety na skraju załamania nerwowego, reż. Pedro Almodóvar
- Indie – Salaam Bombaj!, reż. Mira Nair

1989

Oscar:  Włochy – Cinema Paradiso, reż. Giuseppe Tornatore

Nominacje:
- Francja – Camille Claudel, reż. Bruno Nuytten(inne języki)
- Dania – Wspomnienia z małżeństwa(inne języki), reż. Kaspar Rostrup(inne języki)
- Kanada – Jezus z Montrealu, reż. Denys Arcand[2]
- Portoryko – Co się przydarzyło Santiago(inne języki), reż. Jacobo Morales(inne języki)

### Lata 1990–1999
1990

Oscar:  Szwajcaria – Podróż nadziei, reż. Xavier Koller

Nominacje:
- Francja – Cyrano de Bergerac, reż. Jean-Paul Rappeneau
- Chiny – Ju Dou, reż. Zhang Yimou
- Włochy – Otwarte drzwi, reż. Gianni Amelio
- Niemcy – Okropna dziewczyna(inne języki), reż. Michael Verhoeven

1991

Oscar:  Włochy – Śródziemnomorska sielanka, reż. Gabriele Salvatores

Nominacje:
- Islandia – Dzieci natury, reż. Friðrik Þór Friðriksson
- Hongkong – Zawieście czerwone latarnie, reż. Zhang Yimou
- Czechosłowacja – Szkoła podstawowa, reż. Jan Sverák
- Szwecja – Wół(inne języki), reż. Sven Nykvist

1992

Oscar:  Francja – Indochiny, reż. Régis Wargnier

Nominacje:
- Belgia – Daens, reż. Stijn Coninx(inne języki)
- Niemcy – Schtonk(inne języki), reż. Helmut Dietl(inne języki)
- Rosja – Urga, reż. Nikita Michałkow
- Urugwaj – Własny kawałek świata, reż. Adolfo Aristarain[a]

1993

Oscar:  Hiszpania – Belle époque, reż. Fernando Trueba

Nominacje:
- Hongkong – Żegnaj, moja konkubino, reż. Chen Kaige
- Wielka Brytania – Hedd Wyn, reż. Paul Turner(inne języki)[3]
- Tajwan – Przyjęcie weselne, reż. Ang Lee
- Wietnam – Zapach zielonej papai, reż. Trần Anh Hùng

1994

Oscar:  Rosja – Spaleni słońcem, reż. Nikita Michałkow

Nominacje:
- Macedonia – Przed deszczem, reż. Miłczo Manczewski
- Belgia – Farinelli: ostatni kastrat, reż. Gérard Corbiau
- Kuba – Truskawki i czekolada, rez. Tomás Gutiérrez Alea i Juan Carlos Tabío
- Tajwan – Jedz i pij, mężczyzno i kobieto, reż. Ang Lee

1995

Oscar:  Holandia – Ród Antonii, reż. Marleen Gorris

Nominacje:
- Szwecja – Życie jest piękne, reż. Bo Widerberg
- Algieria – Pył życia(inne języki), reż. Rachid Bouchareb
- Brazylia – Czworokąt(inne języki), reż. Fábio Barreto(inne języki)
- Włochy – Sprzedawca marzeń, reż. Giuseppe Tornatore

1996

Oscar:  Czechy – Kola, reż. Jan Sverák

Nominacje:
- Rosja – Jeniec Kaukazu(inne języki), reż. Siergiej Bodrow
- Gruzja – 1001 przepisów zakochanego kucharza(inne języki), reż. Nana Dżordżadze
- Francja – Śmieszność, reż. Patrice Leconte
- Norwegia – Niedzielne anioły(inne języki), reż. Berit Nesheim(inne języki)

1997

Oscar:  Holandia – Charakter, reż. Mike van Diem

Nominacje:
- Niemcy – Tamta strona ciszy, reż. Caroline Link
- Brazylia – Cztery dni we wrześniu(inne języki), reż. Bruno Barreto(inne języki)
- Rosja – Złodziej, reż. Paweł Czuchraj
- Hiszpania – Sekrety serca(inne języki), reż. Montxo Armendáriz(inne języki)

1998

Oscar:  Włochy – Życie jest piękne, reż. Roberto Benigni

Nominacje:
- Hiszpania – Dziadek(inne języki), reż. José Luis Garci
- Iran – Dzieci niebios, reż. Majid Majidi
- Brazylia – Dworzec nadziei, reż. Walter Salles
- Argentyna – Tango, reż. Carlos Saura

1999

Oscar:  Hiszpania – Wszystko o mojej matce, reż. Pedro Almodóvar

Nominacje:
- Francja – Wschód-Zachód, reż. Régis Wargnier
- Nepal – Himalaya – Dzieciństwo wodza, reż. Éric Valli
- Wielka Brytania – Solomon i Gaenor(inne języki), reż. Paul Morrison(inne języki)[4]
- Szwecja – Nic nowego pod słońcem(inne języki), reż. Colin Nutley(inne języki)

### Lata 2000–2009
2000

Oscar:  Tajwan – Przyczajony tygrys, ukryty smok, reż. Ang Lee

Nominacje:
- Meksyk – Amores perros, reż. Alejandro González Iñárritu
- Francja – Gusta i guściki, reż. Agnès Jaoui
- Belgia – Wszyscy są sławni(inne języki), reż. Dominique Deruddere(inne języki)
- Czechy – Musimy sobie pomagać, reż. Jan Hřebejk

2001

Oscar:  Bośnia i Hercegowina – Ziemia niczyja, reż. Danis Tanović

Nominacje:
- Norwegia – Elling, reż. Petter Næss
- Francja – Amelia, reż. Jean-Pierre Jeunet
- Argentyna – Syn panny młodej, reż. Juan José Campanella
- Indie – Lagaan: Dawno temu w Indiach, reż. Ashutosh Gowariker

2002

Oscar:  Niemcy – Nigdzie w Afryce, reż. Caroline Link

Nominacje:
- Meksyk – Zbrodnia ojca Amaro(inne języki), reż. Carlos Carrera
- Finlandia – Człowiek bez przeszłości, reż. Aki Kaurismäki
- Chiny – Hero, reż. Zhang Yimou
- Holandia – Zus i Zo(inne języki), reż. Paula van der Oest

2003

Oscar:  Kanada – Inwazja barbarzyńców, reż. Denys Arcand

Nominacje:
- Czechy – Żelary, reż. Ondřej Trojan
- Japonia – Samuraj – Zmierzch, reż. Yoji Yamada
- Holandia – Bliźniaczki, reż. Ben Sombogaart(inne języki)
- Szwecja – Zło, reż. Mikael Håfström

2004

Oscar:  Hiszpania – W stronę morza, reż. Alejandro Amenábar

Nominacje:
- Szwecja – Jak w niebie, reż. Kay Pollak
- Francja – Pan od muzyki, reż. Christophe Barratier(inne języki)
- Niemcy – Upadek, reż. Oliver Hirschbiegel
- Południowa Afryka – Yesterday(inne języki), reż. Darrell Roodt

2005

Oscar:  Południowa Afryka – Tsotsi, reż. Gavin Hood

Nominacje:
- Francja – Boże Narodzenie, reż. Christian Carion
- Niemcy – Sophie Scholl – ostatnie dni, reż. Marc Rothemund
- Włochy – Bestia w sercu(inne języki), reż. Cristina Comencini
- Palestyna – Przystanek Raj, reż. Hany Abu-Assad

2006

Oscar:  Niemcy – Życie na podsłuchu, reż. Florian Henckel von Donnersmarck

Nominacje:
- Dania – Tuż po weselu, reż. Susanne Bier
- Algieria – Dni chwały, reż. Rachid Bouchareb
- Meksyk – Labirynt fauna, reż. Guillermo del Toro
- Kanada – Woda, reż. Deepa Mehta[5]

2007

Oscar:  Austria – Fałszerze, reż. Stefan Ruzowitzky

Nominacje:
- Rosja – Dwunastu, reż. Nikita Michałkow
- Izrael – Twierdza Beaufort, reż. Josef Cedar
- Kazachstan – Czyngis-chan, reż. Siergiej Bodrow
- Polska – Katyń, reż. Andrzej Wajda

2008

Oscar:  Japonia – Pożegnania, reż. Yōjirō Takita

Nominacje:
- Izrael – Walc z Baszirem, reż. Ari Folman
- Niemcy – Baader-Meinhof, reż. Uli Edel
- Francja – Klasa, reż. Laurent Cantet
- Austria – Rewanż, reż. Götz Spielmann

2009

Oscar:  Argentyna – Sekret jej oczu, reż. Juan José Campanella

Nominacje:
- Niemcy – Biała wstążka, reż. Michael Haneke
- Izrael – Ajami, reż. Scandar Copti i Yaron Shani
- Peru – Gorzkie mleko, reż. Claudia Llosa
- Francja – Prorok, reż. Jacques Audiard

### Lata 2010–2019
2010

Oscar:  Dania – W lepszym świecie, reż. Susanne Bier

Nominacje:
- Meksyk – Biutiful, reż. Alejandro González Iñárritu
- Kanada – Pogorzelisko, reż. Denis Villeneuve
- Grecja – Kieł, reż. Yorgos Lanthimos
- Algieria – Ponad prawem, reż. Rachid Bouchareb

2011

Oscar:  Iran – Rozstanie, reż. Asghar Farhadi

Nominacje:
- Belgia – Głowa byka, reż. Michaël Roskam
- Izrael – Przypis, reż. Josef Cedar
- Kanada – Pan Lazhar(inne języki), reż. Philippe Falardeau[2]
- Polska – W ciemności, reż. Agnieszka Holland

2012

Oscar:  Austria – Miłość, reż. Michael Haneke

Nominacje:
- Kanada – Wiedźma wojny, reż. Kim Nguyen(inne języki)
- Chile – Nie(inne języki), reż. Pablo Larraín
- Dania – Kochanek królowej, reż. Nikolaj Arcel
- Norwegia – Wyprawa Kon-Tiki, reż. Joachim Rønning i Espen Sandberg

2013

Oscar:
 Włochy – Wielkie piękno, reż. Paolo Sorrentino

Nominacje:
- Belgia – W kręgu miłości, reż. Felix Van Groeningen
- Dania – Polowanie, reż. Thomas Vinterberg
- Kambodża – Brakujące zdjęcie, reż. Rithy Panh
- Palestyna – Omar(inne języki), reż. Hany Abu-Assad

2014

Oscar:
 Polska – Ida, reż. Paweł Pawlikowski

Nominacje:
- Argentyna – Dzikie historie, reż. Damián Szifron
- Estonia – Mandarynki, reż. Zaza Uruszadze
- Rosja – Lewiatan, reż. Andriej Zwiagincew
- Mauretania – Timbuktu, reż. Abderrahmane Sissako[7]

2015

Oscar:
 Węgry – Syn Szawła, reż. László Nemes

Nominacje:
- Kolumbia – W objęciach węża, reż. Ciro Guerra
- Francja – Mustang, reż. Deniz Gamze Ergüven
- Jordania – Theeb(inne języki), reż. Naji Abu Nowar
- Dania – Wojna, reż. Tobias Lindholm

2016

Oscar:
 Iran – Klient, reż. Asghar Farhadi

Nominacje:
- Dania – Pole minowe, reż. Martin Zandvliet
- Szwecja – Mężczyzna imieniem Ove, reż. Hannes Holm
- Australia – Tanna(inne języki), reż. Martin Butler(inne języki) i Bentley Dean(inne języki)
- Niemcy – Toni Erdmann, reż. Maren Ade

2017

Oscar:
 Chile – Fantastyczna kobieta, reż. Sebastián Lelio

Nominacje:
- Liban – Zniewaga, reż. Ziad Doueiri[8]
- Rosja – Niemiłość, reż. Andriej Zwiagincew
- Węgry – Dusza i ciało, reż. Ildikó Enyedi
- Szwecja – The Square, reż. Ruben Östlund

2018

Oscar:
 Meksyk – Roma, reż. Alfonso Cuarón

Nominacje:
- Polska – Zimna wojna, reż. Paweł Pawlikowski
- Japonia – Złodziejaszki, reż. Hirokazu Koreeda
- Niemcy – Obrazy bez autora(inne języki), reż. Florian Henckel von Donnersmarck
- Liban – Kafarnaum, reż. Nadine Labaki

2019

Oscar:
 Korea Południowa – Parasite, reż. Bong Joon-ho
Nominacje:
- Polska – Boże Ciało, reż. Jan Komasa
- Francja – Nędznicy, reż. Ladj Ly
- Hiszpania – Ból i blask, reż. Pedro Almodóvar
- Macedonia Północna – Kraina miodu, reż. Tamara Kotevska(inne języki) i Ljubomir Stefanov

### Lata 2020–2029
2020

Oscar:
 Dania – Na rauszu, reż. Thomas Vinterberg
Nominacje:
- Hongkong – Lepsze dni, reż. Derek Tsang
- Rumunia – Kolektyw, reż. Alexander Nanau
- Tunezja – Człowiek, który sprzedał swoją skórę, reż. Kaouther Ben Hania
- Bośnia i Hercegowina – Aida, reż. Jasmila Žbanić

2021

Oscar: 
 Japonia – Drive My Car, reż. Ryūsuke Hamaguchi
 Nominacje:
- Dania – Przeżyć, reż. Jonas Poher Rasmussen
- Włochy – To była ręka Boga, reż. Paolo Sorrentino
- Bhutan – Lunana. Szkoła na końcu świata, reż. Pawo Choyning Dorji
- Norwegia – Najgorszy człowiek na świecie, reż. Joachim Trier

2022

Oscar: 
 Niemcy – Na Zachodzie bez zmian, reż. Edward Berger
 Nominacje:
- Argentyna – Argentyna, 1985, reż. Santiago Mitre
- Belgia – Blisko, reż. Lukas Dhont
- Polska – IO, reż. Jerzy Skolimowski
- Irlandia – Cicha dziewczyna, reż. Colm Bairéad

2023

Oscar: 
 Wielka Brytania – Strefa interesów, reż. Jonathan Glazer
 Nominacje:
- Włochy – Ja, kapitan, reż. Matteo Garrone
- Japonia – Perfect Days, reż. Wim Wenders
- Niemcy – Pokój nauczycielski, reż. Ilker Çatak
- Hiszpania – Śnieżne bractwo, reż. Juan Antonio Bayona

## Statystyki
| Kraj | Liczba Oscarów |
| --- | -------------- |
| Włochy | 14             |
| Francja | 12             |
| Japonia | 5              |
| Dania Hiszpania RFN / Niemcy ZSRR / Rosja                                                                                                   | 4              |
| Czechosłowacja / Czechy Holandia Szwecja | 3              |
| Argentyna Austria Iran Szwajcaria Węgry | 2              |
| Algieria Bośnia i Hercegowina Chile Kanada Korea Południowa Meksyk Polska Południowa Afryka Tajwan Wielka Brytania Wybrzeże Kości Słoniowej | 1              |